# Cicaré CH-8
El CH-8 es un helicóptero argentino ultraliviano biplaza de uso civil. Está fabricado íntegramente con materiales aeronáuticos y las palas son fabricadas en materiales compuestos. La planta motriz utilizada es un Rotax EPA R917Ti de 135 HP.

## Características Técnicas
Referencia datos: www.cicare.com.ar/cicare8/index-es.html

### Características generales
- Tripulación: 2
- Longitud: 5,5 m (18 ft)
- Diámetro rotor principal: 6,4 m (21 ft)
- Altura: 2,7 m (8,9 ft)
- Área circular: 37,6 m² (404,7 ft²)
- Peso vacío: 280 kg (617,1 lb)
- Peso máximo al despegue: 480 kg (1057,9 lb)
- Planta motriz: 1×  EPA R917 Ti.
  - Potencia: 101 kW (135 HP; 137 CV)

### Rendimiento
- Velocidad nunca excedida (Vne): 194 km/h (121 MPH; 105 kt)
- Velocidad crucero (Vc): 150 km/h (93 MPH; 81 kt)
- Alcance: 2.5 hrs
- Techo de vuelo: 4500 m (14 764 ft)
- Régimen de ascenso: 7 m/s (1378 ft/min)

## Desarrollos relacionados
- CH-7B
- CH-7T
- CH-11
- CH-14